# Боркі (Білостоцький повіт)
Боркі (пол. Borki) — село в Польщі, у гміні Ґрудек Білостоцького повіту Підляського воєводства.
Населення — 41 особа (2011).
У 1975-1998 роках село належало до Білостоцького воєводства.

## Демографія
Демографічна структура станом на 31 березня 2011 року:
|          | Загалом | Допрацездатний вік | Працездатний вік | Постпрацездатний вік |
| -------- | ------- | ------------------ | ---------------- | -------------------- |
| Чоловіки | 18      | 2                  | 14               | 2                    |
| Жінки    | 23      | 2                  | 12               | 9                    |
| Разом    | 41      | 4                  | 26               | 11                   |